# Балясное (Диканьский район)
Баля́сное (укр. Балясне) — село,
Балясненский сельский совет,
Диканьский район,
Полтавская область,
Украина.
Код КОАТУУ — 5321081301. Население по переписи 2001 года составляло 966 человек.
Является административным центром Балясненского сельского совета, в который, кроме того, входят сёла
Марченки и
Поповка.

## Географическое положение
Село Балясное находится между сёлами Дейнековка и Поповка (0,5 км).
По селу протекает пересыхающая река Гараганка с запрудой.
Рядом проходит автомобильная дорога Т-1721.

## История
- 1782 — дата основания.

## Экономика
- Молочно-товарная ферма № 1.
- Молочно-товарная ферма № 2.
- ООО «Балясное».
- Пилорама.
- Столярный цех.
- Зерновой ток.
- Цех ремонта сельскохозяйственной техники.

## Объекты социальной сферы
- Школа.
- Больница.
- Музей.
- Детский сад
- Дом культуры
- Библиотека

## Религия
- Николаевский храм.
- Иконописная мастерская по восстановлению и изготовлению иконостасов, награждённая орденом Ярослава Мудрого.       (На фото иконостас г. Лубны — изготовлен в иконописной мастерской с. Балясное (все полностью: иконы написаны, резьба вырезана, позолота, монтаж)).

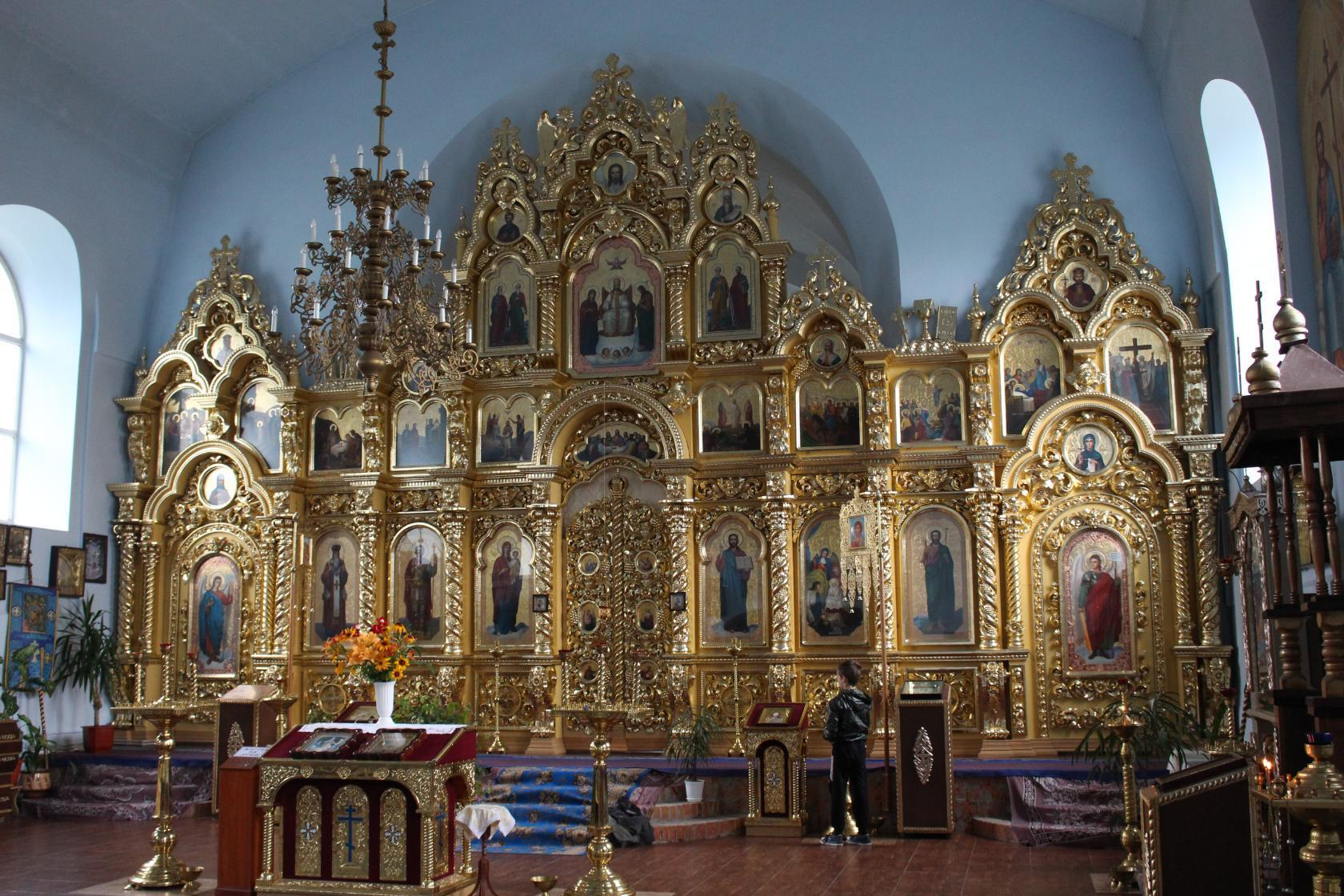

## Достопримечательности
- Братская могила советских воинов.